# Bernard Abraham van Groningen

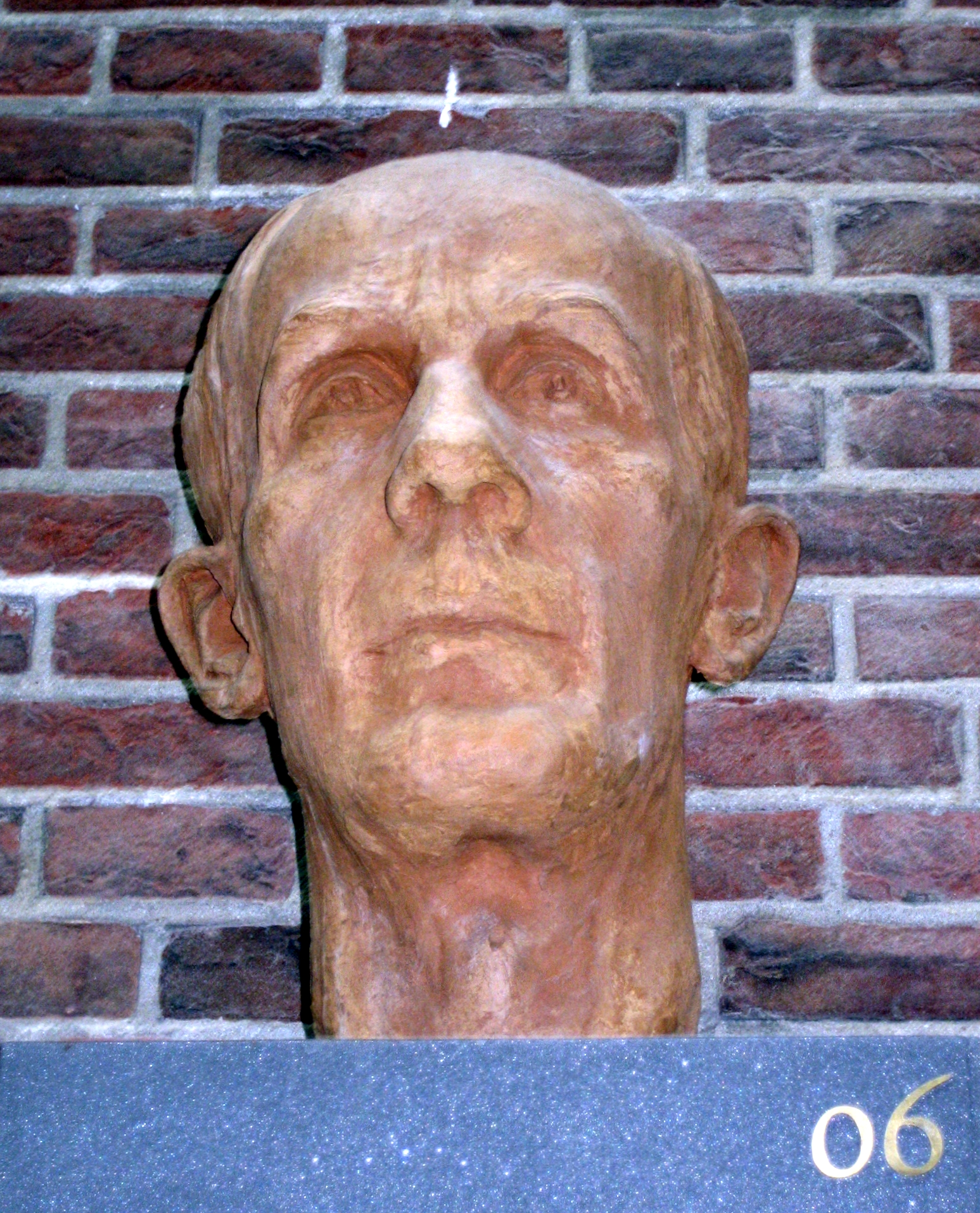
Büste von Bernard Abraham van Groningen

Bernard Abraham van Groningen (* 20. Mai 1894 in Twello; † 1. März 1987 in Leiderdorp) war ein niederländischer Gräzist und Papyrologe.

## Leben
Bernard wurde als Sohn des Pfarrers Rudolf van Groningen (* um 1859 in Voorst) und dessen am 21. März 1891 in Voorst geheirateten Frau Johanna Roskam (* um 1868 in Twello) geboren. Im Geburtsjahr Bernards zogen seine Eltern nach Brüssel, wo sein Vater Hilfsprediger der niederländischen evangelischen Gemeinde wurde. Nach dem Besuch des königlichen Athenäums in Brüssel, begann er 1912 ein Literaturstudium an der Université libre de Bruxelles, welches er 1915 an der Reichsuniversität Groningen fortsetzte. Ab 1916 arbeitete er als Lehrer am Gymnasium in Groningen und wechselte in gleicher Eigenschaft 1919 an das Gymnasium in Leeuwarden. Am 8. Juli 1921 promovierte er in Groningen unter dem Althistoriker Antoon Gerard Roos (* 23. Februar 1877 in Groningen; † 2. September 1953 in Oldenzaal) mit dem Thema De papyro Oxyrhynchita 1380 (deutsch: Das Papyrus Oxyrhynchita 1380) zum Doktor der Philosophie und stieg im gleichen Jahr zum Konrektor des Gymnasiums in Leeuwarden auf. 1925 habilitierte er sich als Privatdozent für griechische Papyrologie an der Groninger Hochschule und wurde 1926 Rektor des Gymnasiums in Assen. Am 20. September 1928 erhielt er eine Berufung als Professor der griechischen Sprache und griechischen Altertümer an die Universität Leiden, welche Aufgabe er am 23. Januar 1929 mit der Einführungsrede Nieuwe Getuigen (deutsch: Neue Zeugen) antrat.
Groningens besonderes Interesse galt der Papyrologie. Auf dem Gebiet der griechischen Sprache und Literatur, legte er besonderen Wert auf die altgriechische Lyrik, wobei die Werke von Pindar, Theognis von Megara, Sappho, Aischylos, Sophokles, Euripides, Kallimachos, Homer und Herodot im Fokus seiner hellenischen Forschungen standen. Gemeinsam mit dem Rechtshistoriker Martin David (* 3. Juli 1898 in Posen; † 9. April 1986) und dem Rechtswissenschaftler Julius Christiaan van Oven gründete van Groningen 1935 das Leidener Papyrologisch Kabinet, welches 1962 im Leidener Papyrologisch Instituut aufging. In der Zeit der deutschen Besatzung der Niederlande (1940–1945) im Zweiten Weltkrieg, wendete er sich gegen die nationalsozialistische Ausrichtung des Hochschulbetriebs der Universität Leiden. Daher legte er seine Professur nieder und wurde am 20. Mai 1942 aus seiner Professur entlassen. Am 7. August 1942 wurde er als Geisel nach Sint-Michielsgestel entführt und lebte ab Oktober 1943 im Exil in Steenwijkerland. Nach dem Krieg kehrte er am 4. September 1945 auf seinen Lehrstuhl zurück. Im Akademiejahr 1949/50 agierte er als Rektor der Alma Mater, wozu er am 375. Jahrestag des Bestehens der Bildungseinrichtung am 8. Februar 1950 die Rektoratsrede De Griekse Geest (deutsch: Der griechische Geist) hielt.
Van Groningen wurde 1929 Mitglied der Gesellschaft für niederländische Literatur in Leiden, 1935 wurde er Mitglied der königlich niederländischen Akademie der Wissenschaften, für die er 1949 bis 1964 Vorsitzender der Abteilung Literatur war. Auch war er ab 1950 Mitglied der Koninklijke Hollandsche Maatschappij der Wetenschappen, 1953 auswärtiges Mitglied der Koninklijke Vlaamse Academie van België voor Wetenschappen en Kunsten, war 1954/59 Präsident der Fédération Internationale des Associations d’Études Classiques und er wurde Ehrenvorsitzender der internationalen Gesellschaft der Papyrologen. 1949 wurde er Ehrendoktor der Queen’s University Belfast, 1951 Ehrendoktor der Aristoteles-Universität Thessaloniki und erhielt 1957 die Ehrenmedaille der Universität Lüttich. Man ernannte ihn zum Ritter des Ordens vom niederländischen Löwen und er wurde Kommandeur des Ordens von Oranje-Nassau. Am 3. April 1964 wurde van Groningen aus seiner Professur emeritiert und verabschiedete sich am 8. Mai desselben Jahres von seinem universitären Umfeld. Er blieb bis ins hohe alter weiter literarisch aktiv, starb in einem Pflegeheim und wurde auf dem Leidener Friedhof Rijnhof begraben.
Van Groningen war zwei Mal verheiratet. Seine erste Ehe schloss er im Dezember 1920 in Leeuwarden mit Sophia Catherina van der Poel (* um 1893 in Klundert; † 10. November 1932 in Leiden), die Tochter des Johannes Marinus van der Poel (* 28. November 1858 in Culemborg; † 1. Juli 1937 in Doorn) und dessen am 26. März 1885 in Culemburg geheirateten Frau Alida Sohia Heij (* 1. Oktober 1861 in Culemborg; † 26. Januar 1951 in Leiden). Nachdem seine erste Frau während einer Totgeburt gestorben war, heiratete er am 21. März 1934 in Leiden deren Schwester Elisabeth Maria van der Poel (* um 1889/90 in Egmond aan Zee; † 6. März 1960 in Leiden). Auch diese Ehe blieb kinderlos.

## Publikationen (Auswahl)
- De papyro Oxyrhynchia 1380; Groningen 1921
- Le Gymnasiarque des métropoles de l’Egypte romaine; Groningen 1924
- Nieuwe getuigen; Groningen 1929
- Aristote, Le second livre de l’Economique; Leiden 1933
- Papyrologisch leerboek; Leiden 1940, 1946 (mit Prof. Dr. M. David)
- Short manual of Greek palaeography; Leiden 1940, 1955
- Herodotus’ Historiën; Leiden 1945/9–1955, 5. Bde.
- Heimwee en fantasie, Grieksche droomen van volmaakt leven; Amsterdam 1947
- De literatuur van het oude Hellas; Den Haag, 1950
- Griekse geest; Leiden 1950
- In the grip of the past, essay on an aspect of Greek thought; Leiden 1953
- Homerus, vier kanten van zijn persoonlijkheid; Amsterdam 1954
- Dyskolos; Leiden 1960
- Pindare au banquet, les fragments de scolies; Leiden 1960
- Bedwongen hartstocht, of Hoe bouwde de Griek zijn beschaving op?; Leiden 1964
- De mythe in de literatuur; Den Haag 1964
- Carmina et epigrammata Graece; Leiden 1972
- Elf hymnen van Romanos; Leiden 1976
- Drie Griekse tragedies van Aischylos en Sophokles; Leiden 1977
- Euphorion; Amsterdam 1977
- Pragmateia peri tēs historias kai tēs kritikēs tōn Hellēnikōn keimenōn; Athen 1980